# Eugnathia longipalpis
Eugnathia longipalpis är en fjärilsart som beskrevs av Walker 1865. Eugnathia longipalpis ingår i släktet Eugnathia och familjen nattflyn. Inga underarter finns listade i Catalogue of Life.